# Caloparyphus mariposa
Caloparyphus mariposa är en tvåvingeart som först beskrevs av James 1939.  Caloparyphus mariposa ingår i släktet Caloparyphus och familjen vapenflugor. Inga underarter finns listade i Catalogue of Life.